# Pleuroprion chuni
Pleuroprion chuni là một loài chân đều trong họ Antarcturidae. Loài này được zur Strassen miêu tả khoa học năm 1902.